# Uma Família Açoriana
Uma Família Açoriana foi uma minissérie de televisão portuguesa de drama histórico. Protagonizada pelos atores Nicolau Breyner e Maria João Luís, este programa foi produzido pela Cinepalco, para ser exibido na RTP1.
Sendo composta por 8 episódios, a transmissão da minissérie começou no domingo, 13 de outubro de 2013, às 22h. O último episódio foi transmitido no dia 1 de dezembro do mesmo ano.

## Sinopse geral
Na sinopse oficial divulgada pela RTP lê-se: «A série de 8 episódios "Uma Família Açoriana" retrata ao longo de 10 anos, o percurso de uma família abastada de São Miguel na segunda metade do Séc. XIX.
«A partir desta família, partiu-se para o universo da ficção e criou-se uma teia de acontecimentos que tem sempre como pano de fundo a realidade da época, tanto nos Açores como na Europa. Vasco Ataíde Câmara (Nicolau Breyner) (†) é o patriarca e ao mesmo tempo grande impulsionador da modernidade para a sua ilha. Nos primeiros episódios vamos vê-lo como grande exportador de laranja e na luta com o continente para a construção de um cais em Ponta Delgada, essencial para exportar e escoar os seus produtos. Tem dois filhos, António e Pedro (Duarte Guimarães e Nuno Gil), que acabaram os estudos em Inglaterra e que regressam à ilha e uma filha mais nova, Margarida. Maria Isabel (Maria João Luís) é a Matriarca. É uma mulher bondosa que se ocupa de gerir a casa e que acompanha sempre as iniciativas do marido.
«Ao longo da narrativa, os dois irmãos irão entrar em conflito devido aos negócios da família, mas sobretudo por causa de Rose (Catarina Wallenstein), filha do Cônsul Americano e por muitos considerada a mulher mais bonita da ilha.
«Parte da ação terá lugar nas Furnas, onde também possuem uma casa e onde se reúnem sempre que há ocasiões festivas, ou simplesmente para gozar a beleza do local. Toda a Ilha de São Miguel assume, desde inicio, enorme protagonismo, como se de um personagem se tratasse, apesar da narrativa nos levar também a Paris e a Lisboa. O epílogo será em Ponta Delgada, uma década depois de a nossa história ter começado e após a morte da mulher de Vasco Ataíde da Câmara. No Clube Micaelense irá comemorar-se a construção da doca, finalmente inaugurada.»

## Produção
"Uma Família Açoriana" é uma minissérie de 8 episódios que retrata ao longo de 10 anos, o percurso de uma família abastada de São Miguel. A trama inicia-se no ano 1876. O livro "Os Cantos", de Maria Filomena Mónica, sobre uma das famílias mais representativas do Século XIX, serviu de base à minissérie.
Maria Filomena Mónica e António Barreto escreveram o pré-guião da minissérie, que foi posteriormente o guião final desenvolvido e concluído por João Nunes. Nicolau Breyner, ator e produtor da série, aceitou produzir a minissérie após a proposta de António Barreto. Esta é uma produção Cinepalco, com a co-produção da Cinemate.
Com os desafios de orçamento, entre outros, o projeto esteve mais de 2 anos em preparação. As gravações iniciaram-se em outubro de 2012 na ilha de São Miguel e duraram cerca de quatro semanas. Em Ponta Delgada, a equipa técnica apenas teve 3 dias de rodagem. A rodagem da minissérie foi completada com algumas cenas de interior em Lisboa.
A data de estreia da série foi marcada para o domingo, 13 de outubro de 2016, às 22h. Foi emitida com audiodescrição, na Televisão Digital Terrestre (TDT).
Em junho de 2016, a minissérie foi incluída na programação da RTP Memória.

## Elenco e personagens

### Principais
A seguir encontra-se uma listagem das personagens principais:
- Nicolau Breyner (†), como Vasco Ataíde Câmara.

É o patriarca da família Ataíde Câmara e ao mesmo tempo grande impulsionador da modernidade para a sua ilha. Começa como grande exportador de laranja, lutando com o continente para a construção de um cais em Ponta Delgada, essencial para exportar e escoar os seus produtos.
- Maria João Luís, como Maria Isabel do Canto.

É uma mulher extremamente austera e isso vê-se na forma como ela está na sociedade. É também uma mulher muito culta. Ela tem uma ligação às artes nomeadamente à pintura, à música através do piano.
- Duarte Guimarães, como António Ataíde Câmara.
- Catarina Wallenstein, como Rose.
- Frederico Amaral, como Arthur Salgado.

### Elenco adicional
- Ana Carneiro, como Maria das Dores.
- Maria d'Aires.
- Carlos Santos.
- José Eduardo.
- Manuel Wiborg.
- Rita Brütt.
- João Cabral.
- Fernando Ferrão.
- Hugo Tavares.
- Celia Williams, como Grace Hardin.

## Ficha técnica
- Criado por: Maria Filomena Mónica e António Barreto
- Argumento: João Nunes
- Realização: João Cayatte

- Direção artística: Nicolau Breyner
- Direção de fotografia: Miguel Sales Lopes
- Direção musical: José Joaquim de Castro

- Produção: Ana Costa
- Produtor executivo: Luís Gaspar

## Lista de episódios
| Episódios | Episódios | Transmissão Original  | Transmissão Original  | Dia da Semana | Audiências (média de rating) |
| Episódios | Episódios | Estreia               | Final                 | Dia da Semana | Audiências (média de rating) |
| --------- | --------- | --------------------- | --------------------- | ------------- | ---------------------------- |
|           | 8         | 13 de outubro de 2013 | 1 de dezembro de 2013 | Domingo       | 1,8%                         |

Abaixo, estão listados os episódios de Uma Família Açoriana, exibidos a partir de 13 de outubro de 2013:
| Título | Argumento                                                            | Realização   | Transmissão Original   | Rating   |
| --- | -------------------------------------------------------------------- | ------------ | ---------------------- | -------- |
| Episódio n.º 1 | Storyline: Maria Filomena Mónica e António Barreto Guião: João Nunes | João Cayatte | 13 de outubro de 2013  | 2,2% (‡) |
| A família Ataíde da Câmara regressa a São Miguel vinda da Europa estamos em 1876. Vasco Ataíde da Câmara, o patriarca , Maria Isabel sua mulher e os três filhos, Pedro e António, e Margarida. É época de apanha da laranja, e por isso mesmo existe alguma agitação à volta das árvores, com vários camponeses a trabalhar. Vasco aproveita o passeio para falar aos filhos da propriedade e do negócio da laranja, mas em particular conta-lhes a história de Atlanta. No Clube Micaelense, discutem-se os problemas do arquipélago e de Portugal, falam das dificuldades dos trabalhadores e do enorme problema que é a ausência de uma doca em São Miguel, que não só é prejudicial à sua economia, como põe em risco as vidas de quem tenta navegar para a ilha. Outro dos assuntos que merece atenção é o das terras de Manuel Gomes. Apesar de um certo desconforto em relação ao assunto, Vasco Ataíde da Câmara apronta-se a falar pessoalmente com a herdeira de Manuel Gomes, Maria Teresa Gomes, de modo a resolver o mais rapidamente possível o assunto. No laranjal, Mestre Abílio ensina a António os segredos da terra. É no meio desta aula que António conhece Maria das dores é no meio deste namorico que António avista ao longe uma figura feminina, ruiva e esbelta, montada a cavalo. (Rose Hamilton- Filha do Cônsul Americano). Na Estufa, Vasco Ataíde da Câmara mostra a Maria Isabel uma orquídea, diz-lhe que é uma flor inteiramente nova, criada por si na estufa, após dezenas de experiências e cruzamentos. Vasco irá batizar esta nova planta com o nome de Orchuis Isabella. Da cidade chega notícias de que António está envolvido em sarilhos. Os dois irmãos cruzam-se com Rose, que dá o seu passeio diário. Os dois jovens estão maravilhados com a americana, que os desafia para uma corrida. A peça que Margarida tocou no jantar de família é a mesma com que agora agraciam os convidados na Festa de homenagem aos Ingleses, Na casa encontra-se algumas mais importantes figuras da região. A Festa é interrompida por um dos empregados da família Ataíde da Câmara que entra a correr no salão, gritando que o barco dos ingleses foi apanhado numa tempestade. |                                                                      |              |                        |          |
| |                                                                      |              |                        |          |
| Episódio n.º 2 | João Nunes                                                           | João Cayatte | 20 de outubro de 2013  | 2,1%     |
| O dia anormalmente belo contrasta com o ambiente pesado que se abate sobre a população de Ponta Delgada, que após uma noite a recolher os corpos das vítimas do naufrágio, se prepara agora para os enterrar. Se o ambiente já era pesado fica ainda mais tenso, com o Governador a ser vítima de vaias e insultos por parte da população, que parece culpá-lo do sucedido. Pedro acompanha seu pai nas reuniões políticas e nos negócios da Família. Apesar de ser mais velho do que o seu irmão António, Pedro é claramente mais introvertido a falar com raparigas, e a segurança que parece ter a lidar com os negócios da família parece desaparecer ao aproximar-se de Rose. Na rua, Pedro avista dois marinheiros que soltam piropos a Rose, Pedro defende Rose, e acaba por marcar um duelo contra o oficial. (na noite de lua cheia). Apesar do clima de romance vivido por António e Rose, a jovem americana vê-se na obrigação de contar o sucedido em Ponta Delgada, dos sarilhos em que Pedro se meteu e do duelo que irá travar com o oficial de Marinha. Vasco Ataíde da Câmara acompanhado de seu filho e Francisco Silveira e Roberto Ivens vão ter um encontro com o Governador para lhe entregarem a petição no trajeto deparam-se com um enorme ajuntamento de pessoas na rua central. Na casa dos Ataíde da Câmara, António procura o irmão, acabando por o confrontar em relação ao Duelo que irá decorrer. Pergunta-lhe se pretende mesmo ir para a frente com esta loucura, e se sabe ao menos usar uma arma de fogo. É a primeira vez que sentimos uma noção de camaradagem entre os irmãos. Já em casa, Vasco apressa a mulher para que parta para as Furnas, Antonio pede para ficar com o pai. Maria Isabel e sua Filha partem nessa noite para as Furnas. Em casa de Maria Teresa Gomes um grupo de populares prepara-se para saquear e queimar o que encontrar. Vasco Ataíde da Câmara parece chegar na hora certa para impedir uma tragédia, mas o grupo não parece sentir-se intimidado com a sua presença no local. António serve de padrinho de duelo a Pedro, e substitui-se a Pedro no duelo. Maria Isabel acompanhada de sua Filha chega às Furnas onde Maria Isabel desfalece. |                                                                      |              |                        |          |
| |                                                                      |              |                        |          |
| Episódio n.º 3 | João Nunes                                                           | João Cayatte | 27 de outubro de 2013  | 1,4% (†) |
| Paris 1878. A família Ataíde da Câmara reúne-se no seu apartamento em Paris para assistir à grande feira mundial de 1878. Pedro regressou aos Açores para se inteirar da peste da cochonilha que atacou os pomares de laranja, fazendo perigar os negócios da Família. Como ainda é necessário controlar a próxima exportação da laranja. Vasco Ataíde da Câmara aguarda com entusiasmo a chegada do seu Filho António que terminou o curso na Alemanha. Sem o conhecimento de seu pai. Antonio já se encontra em Paris a uma semana, algures num quarto de hotel onde vive uma paixoneta com Amélie, no dia previsto para a sua chegada, António deixa passar a hora a que se devia apresentar na estação de comboios. Margarida passeia num jardim de Paris com Artur Salgado, seu pretendente. Na sua sala Fumo Vasco Ataíde da Câmara e Maria Isabel e Margarida recebem a visita de Amigos como Francisco Silveira e Antero de Quental, a conversa está animada, mas é subitamente interrompida pela chegada de António. Antonio acaba de escrever uma peça e pede ao seu amigo Antero de Quental que lhe apresente a atriz Sara Bernard que se encontra em Paris. Seu pai discorda deste encontro. Na ilha, Pedro encontra-se com Rose e esta convida-o a jantar em sua casa, de regresso a sua casa Pedro é surpreendido por Raposo que lhe pede para trabalhar nas suas propriedades. Vasco Ataíde da Câmara com ajuda de Rykogel, um dos mais importantes viveiristas de Paris, enceta contactos com os chineses para poder desenvolver uma plantação de chá na ilha. Artur Salgado comunica a Vasco Ataíde da Câmara a sua intenção de casar com Margarida. No seu quarto de Hotel Sara Bernhardt aguarda a visita de António Ataíde da Câmara, fica surpreendida por ver Vasco Ataíde da Câmara. |                                                                      |              |                        |          |
| |                                                                      |              |                        |          |
| Episódio n.º 4 | João Nunes                                                           | João Cayatte | 3 de novembro de 2013  | 1,6%     |
| Antóio sai a correr do hotel onde Sara Bernardt está hospedada em choque por ter descoberto a atriz em flagrante com seu Pai. Por pouco não se cruza com ele. O jovem embriagado dirige-se a casa da sua namorada Amélie e pede-a em casamento. Nos Açores prosseguem os esforços de Pedro para salvar a próxima exportação de laranja para Inglaterra. Raposo a Mando de Pedro visita o seu rendeiro para tentar receber as rendas, Pedro chega a tempo de evitar o pior. Pedro finalmente escreve a seu pai a pedir ajuda para o tratamento da praga da laranja. Os Embaixadores Chineses estão decididos a ir à Ilha ensinar a plantar o Chá. Vasco Ataíde da Câmara decide partir para os Açores com a sua Família para apoiar o seu Filho Pedro. Artur Salgado comunica a Vasco Ataíde da Câmara a sua intenção de casar com Margarida. Rose e Pedro mantêm os seus encontros na ilha, embora Pedro continue atrapalhado como nos tempos de adolescência. Vasco Ataíde da Câmara conversa com sua mulher acerca de seu Filho António e acredita que a educação que lhe deu não adiantou nada, já que António leva uma vida de boémio. Antonio confronta o seu pai numa conversa tensa, António informa que não pretende voltar aos Açores e que pretende casar-se com Amélie. A discussão instala-se entre pai e filho. Vasco tenta recuperar o Filho, mas este mostra-se irredutível e abandona o apartamento. Vasco Ataíde da Câmara vai despedir-se de Sara Bernardt e quase que se cruza com o seu filho que já é visita frequente da atriz. |                                                                      |              |                        |          |
| |                                                                      |              |                        |          |
| Episódio n.º 5 | João Nunes                                                           | João Cayatte | 10 de novembro de 2013 | 1,4% (†) |
| Passaram-se quatro anos desde que António Falcão se zangou com o pai em Paris, e regressa à ilha. Na biblioteca José do Canto espreita pela janela e sorri quando se apercebe que o seu filho regressou, abre os braços e os dois dão um longo e sentido abraço. António vai encontrar o irmão e pede-lhe desculpas por ter estado ausente no casamento. Os anos não foram meigos para Maria Isabel, esta apresenta um ar debilitado, ao instruir os empregados de como pretende os arranjos para o casamento da filha Rose e António encontram-se e ela quer saber o que levou António a deixar de corresponder, e ele parece incrédulo que Rose se tenha casado com o seu irmão, apesar de alguma contenção inicial, os dois parecem rapidamente perder os formalismos no meio de um turbilhão de perguntas. António tem uma briga com Raposo na tasca e é ferido, mais tarde discute com José Jr. dizendo-lhe que quer ver Raposo despedido. No escritório da doca Pedro reúne-se com Raposo e diz-lhe que não tem outra alternativa que não a de o despedir, pois não pode contornar a agressão que este fez ao irmão. Raposo não gosta da notícia. António questiona o pai sobre a quinta do Faial e a sua ideia de plantar tabaco. Na noite anterior ao casamento de Margarida, Pedro vai ao encontro de Raposo que está com Salomé... Pedro e Raposo encaram-se como se de um duelo se tratasse, o capataz pergunta pelo dinheiro e Pedro responde-lhe que está farto de ser chantageado. |                                                                      |              |                        |          |
| |                                                                      |              |                        |          |
| Episódio n.º 6 | João Nunes                                                           | João Cayatte | 17 de novembro de 2013 | 2,2% (‡) |
| António e Vasco discutem por causa da relação de António e Rose e Vasco diz para António se afastar e ir para o Faial plantar café. Pedro assiste à discussão do pai e irmão e fica desconfiado. A chegada de António ao Faial é feita de um misto de entusiasmo, as semanas passam rapidamente e não só na casa, como nos campos o trabalho de António começam a mostrar resultados, ganhando aos poucos um aspecto produtivo. Pedro é confrontado com novas ameaças por raposo que afinal não tinha morrido. Rose abandona Pedro, depois deste a ter agredido. Vasco discute com Pedro quando sabe que Rose se foi embora, Maria Isabel assiste a tudo e morre. Pedro e Raposo voltam a um novo confronto entre ameaças e gritos Pedro aponta-lhe a arma. |                                                                      |              |                        |          |
| |                                                                      |              |                        |          |
| Episódio n.º 7 | João Nunes                                                           | João Cayatte | 24 de novembro de 2013 | 1,7%     |
| |                                                                      |              |                        |          |
| Episódio n.º 8 | João Nunes                                                           | João Cayatte | 1 de dezembro de 2013  | 2,0%     |
| |                                                                      |              |                        |          |

Legenda:
- (‡) Episódio Mais Visto
- (†) Episódio Menos Visto

## Banda sonora original
Toda a direção musical de Uma Família Açoriana é da responsabilidade de José Joaquim de Castro. A banda sonora da minissérie teve apenas uma distribuição online, a 5 de novembro de 2013, através da BandCamp. Os temas foram produzidos por Luiz Moretto (Violino e Rabeca), Valter Marrafa (Violoncelo), David Santos (Contrabaixo), João Vaz (Flauta Transversal) e José Joaquim de Castro (Piano, Harmonium, Bandolim, Percussão, Copofones, Mini-Harpa, Jogo de Sinos, Pratos com Arco, Flauta). A gravação e mistura ocorreu em Lisboa nos Fanqueiros do Som.
Segue-se a lista dos temas produzidos:
| N.º | Título                           | Duração |  |
| 1.  | "Uma Família Açoriana - A Valsa" | 01:46   |  |
| 2.  | "Assolação"                      | 02:27   |  |
| 3.  | "Uma Sombra a Pairar"            | 01:40   |  |
| 4.  | "Mágoa em São Miguel"            | 02:55   |  |
| 5.  | "Desolação"                      | 04:05   |  |
| 6.  | "O Pendente de Rose Harding"     | 01:55   |  |
| 7.  | "Redenção"                       | 01:41   |  |
| 8.  | "O Fantasma e o Estrago"         | 01:11   |  |
| 9.  | "Irmandade e Folia"              | 01:41   |  |

## Receção

### Audiências
O episódio de estreia de Uma Família Açoriana registou o melhor resultado audiométrico da minissérie: 2,2% de rating e 4,2% de share (cerca de 209 mil espectadores), sendo o 26º programa com mais audiência desse dia. O sexto episódio da minissérie viria da igualar o mesmo valor de rating.

### Premiações
| Ano  | Prémio/Premiação                               | Categoria                             | Indicado(s)          | Resultado |
| ---- | ---------------------------------------------- | ------------------------------------- | -------------------- | --------- |
| 2014 | Prémio Autores Sociedade Portuguesa de Autores | Televisão - Melhor programa de ficção | Uma Família Açoriana | Nomeação  |